# Fluorcanasita
La fluorcanasita és un mineral de la classe dels silicats, que pertany al grup de la canasita. Rep el nom per la seva relació amb la canasita.

## Característiques
La fluorcanasita és un silicat de fórmula química K₃Na₃Ca₅Si₁₂O₃₀F₄(H₂O). Va ser aprovada com a espècie vàlida per l'Associació Mineralògica Internacional l'any 2007. Cristal·litza en el sistema monoclínic. La seva duresa a l'escala de Mohs és 5.
Segons la classificació de Nickel-Strunz, la fluorcanasita pertany a «09.DG - Inosilicats amb 3 cadenes senzilles i múltiples periòdiques» juntament amb els següents minerals: bustamita, ferrobustamita, pectolita, serandita, wol·lastonita, wol·lastonita-1A, cascandita, plombierita, clinotobermorita, riversideïta, tobermorita, foshagita, jennita, paraumbita, umbita, sørensenita, xonotlita, hil·lebrandita, zorita, chivruaïta, haineaultita, epididimita, eudidimita, elpidita, fenaksita, litidionita, manaksita, tinaksita, tokkoïta, senkevichita, canasita, miserita, frankamenita, charoïta, yuksporita i eveslogita.
L'exemplar que va servir per a determinar l'espècie, el que es coneix com a material tipus, es troba conservat al Museu Mineralògic Fersmann, de l'Acadèmia de Ciències de Rússia, a Moscou (Rússia), amb el número de registre: 61128.

## Formació i jaciments
Va ser descoberta al mont Kukisvumtxorr, dins el massís de Khibini (óblast de Múrmansk, Rússia), tractant-se de l'únic indret de tot el planeta on ha estat descrita aquesta espècie mineral.